# Compsophorus apicalis
Compsophorus apicalis är en stekelart som först beskrevs av Morley 1915.  Compsophorus apicalis ingår i släktet Compsophorus och familjen brokparasitsteklar. Utöver nominatformen finns också underarten C. a. manyarae.